# Campeonato Mundial IFSS On-Snow
El Campeonato Mundial IFSS On-Snow (en inglés: IFSS On-Snow World Championships) también Campeonato Mundial IFSS sobre nieve y llamado a veces en medios en español simplemente como Campeonato del Mundo de carreras de perros de trineo (IFSS), es un evento competitivo bianual de carreras de trineos de perro organizado por la Federación Internacional de Deportes de Perros de trineo (IFSS, por sus siglas en inglés: International Federation of Sleddog Sports). El Campeonato Mundial IFSS On-Snow comenzó en 1990 siendo St. Moritz (Suiza) su primer lugar de celebración.

## Ediciones
| Año                             | Ubicación                        | País           |
| ------------------------------- | -------------------------------- | -------------- |
| Campeonato Mundial IFSS On-Snow |                                  |                |
| 1990                            | St. Moritz                       | Suiza          |
| 1991                            | Winnipeg                         | Canadá         |
| 1992                            | Bad Mitterndorf                  | Austria        |
| 1993                            | Fairbanks                        | Estados Unidos |
| 1994                            | Todtmoos                         | Alemania       |
| 1995                            | Lake Placid                      | Estados Unidos |
| 1997                            | Joensuu                          | Finlandia      |
| 1999                            | Sils im Engadin/Segl             | Suiza          |
| 2001                            | Fairbanks                        | Estados Unidos |
| 2003                            | Todtmoos / Bernau                | Alemania       |
| 2005                            | Dawson City                      | Canadá         |
| 2007                            | Gafsele                          | Suecia         |
| 2008                            | Pian Cansiglio                   | Italia         |
| 2009                            | Daaquam (Chaudière-Appalaches)   | Canadá         |
| 2011                            | Hamar                            | Noruega        |
| 2013                            | Salcha / Fairbanks               | Estados Unidos |
| 2015                            | Todtmoos / Bernau im Schwarzwald | Alemania       |
| 2017                            | Bosque de Haliburton             | Canadá         |
| 2019                            | Bessans                          | Francia        |
| 2022                            | Hamar                            | Noruega        |
| 2025                            | Røros                            | Noruega        |
| Fuente:                         |                                  |                |